# Friedrich Haberlandt
Friedrich Haberlandt, född 21 februari 1826 i Pressburg, död 1 maj 1878 i Wien, var en österrikisk agrikulturkemist och växtfysiolog; far till Gottlieb Haberlandt.
Haberlandt studerade vid högre lantbruksskolan i Ungarisch-Altenburg, där han 1850-53 var biträdande lärare och 1853-69 professor i lanthushållning. År 1869 uppdrog regeringen åt honom inrättandet och ledandet av en försöksanstalt för silkesmaskodling i Görz. År 1872 kallades han till professor i växtodling vid den nyinrättade lantbrukshögskolan i Wien samt till inspektör över lantbruksskolorna.